# Apogon albomarginata
Apogon albomarginata es una especie de pez de la familia de los apogónidos en el orden de los perciformes.

## Morfología
Los machos pueden alcanzar los 10,2 cm de longitud total.

## Distribución geográfica
Se encuentran al oeste del Pacífico central.